# Zorro (série télévisée espagnole, 2024)
Pour les articles homonymes, voir Zorro (homonymie).
Zorro est une série télévisée espagnole d'action et d'aventure, inspirée du légendaire héros masqué Zorro créé par Johnston McCulley, avec Miguel Bernardeau dans le rôle titre. Elle est diffusée le 19 janvier 2024 sur Prime Video.
En France, la série est disponible gratuitement sur M6+ et diffusée depuis le 15 août sur W9.

## Synopsis
En 1834, en Californie, le peuple souffre sous le joug du colonialisme. Les natifs, réduits en esclavage, et les travailleurs mexicains, cruellement exploités, n'ont qu'un espoir : trouver un héros capable de les défendre. Lorsque Diego de la Vega est désigné pour devenir le nouveau Zorro, ses ambitions personnelles pourraient toutefois l'emporter sur la cause du peuple...

## Distribution

### Acteurs principaux
- Miguel Bernardeau (VF : Aurélien Raynal) : Diego de la Vega / Zorro
- Renata Notni (VF : Victoria Grosbois) : Lolita Márquez
- Dalia Xiuhcoatl (VF : Christine Braconnier) : Nah-Lin
- Emiliano Zurita (es) (VF : Marc Arnaud) : le commandant Enrique Sánchez Monasterio (es)
- Paco Tous : Bernardo, le serviteur muet de Zorro.
- Rodolfo Sancho (es) (VF : Serge Biavan) : le gouverneur Pedro Victoria

### Acteurs récurrents
- Fele Martínez (VF : Mathieu Buscatto) : Don Antonio
- Cuauhtli Jiménez (es) (VF : Guillaume Beaujolais) : Corbeau Nocturne
- Elia Galera (es) (VF : Myrtille Bakouche) : Lucía Márquez
- Andrés Almeida (VF : Marc Saez) : Tadeo Márquez
- Peter Vives (es) (VF : Jim Redler) : Janus Carter
- Chacha Huang : Mei
- Ana Layevska (VF : Magali Rosenzweig) : Irina Ivanova
- Joel Bosqued (es) (VF : Kévin Goffette) : Samael / Alejandro Montoro
- Estibalitz Ruiz : Carmen de la Madrid
- Christian Vázquez (VF : Juan Llorca) : Ramírez
- Joe Manjón (VF : Benjamin Gasquet) : John Marc Zeck
- Oleg Kricunova (VF : Sacha Petronijevic) : Andreyevich
- Mireia Mambo : Harriet Jones
- Carlos Wu (VF : Anatole Yun) : Tchang
- Toni Zenet (es) (VF : Vincent Violette) : Dr Ros
- Alosian Vivancos (es) : Francisco de la Madrid

### Invités
- Luis Tosar (VF : Jean-Alain Velardo) : Alejandro de la Vega
- Francisco Reyes (VF : Benjamin Penamaria) : M. Vanderveen
- Cecilia Suárez (VF : Laurence Bréheret) : Guadalupe Montoro
- Yany Prado (VF : Emma Santini) : Dr Anna Kohl

 Source et légende : version française (VF) sur RS Doublage et crédits de doublage.

## Production

### Tournage
Le tournage de Zorro a duré huit mois, de juillet 2022 à février 2023, aux Iles Canaries. Les caméras ont notamment tourné sur les communes de Las Palmas, Arucas, Gáldar, San Bartolomé de Tirajana et Telde, ainsi que dans le Parc Del Nublo et le bassin volcanique de Tejera. Le parc d'attraction Sioux City, situé sur l'ile de La Palma, a quant à lui été fermé au public le temps du tournage pour y construire les principaux décors et y tourner une partie de la série.
En juillet 2023, la série est en post-production.

### Fiche technique
Sauf indication contraire, les informations mentionnées dans cette section peuvent être confirmées par la base de données cinématographiques IMDb,  présente dans la section « Liens externes ».
- Titre original et français : Zorro
- Titre anglais international : Zorro
- Création : Carlos Portela
- Réalisation : Javier Quintas, Jorge Saavedra et José Luis Alegría
- Scénario : Carlos Portela
- Musique : Álvaro Peire et Iván Martínez Lacámara
- Production : David Martínez, David Cotarelo, Angela Agudo, Sergio Pizzolante, Andy Kaplan, Jesús Torres-Viera, John Gertz et Glenda Pacanins
- Sociétés de production : Secuoya Studios
- Diffuseur : Prime Video (Espagne, Portugal, Andorre, Amérique Latine, Etats-Unis)
- Société de distribution : Mediawan Rights (monde)
- Pays d'origine :  Espagne
- Langue originale : espagnol
- Format : couleur - 16:9
- Genre : action, aventure
- Durée : 52 minutes environ par épisode

## Promotion
Le 17 juillet 2023, Prime Video dévoile la première image de Miguel Bernardeau dans le costume de Zorro. Lors du MIPCOM 2022, un des réalisateurs Javier Quintas et les deux actrices Renata Notni et Dalia Xiucoatl étaient présentes pour révéler les premières informations sur la série.
Coïncidence, le nom du comédien incarnant don Diego de la Vega et, accessoirement, Zorro, se nomme Bernardeau, homophone du personnage joué, lui, par Paco Tous.